# Iotapianus
Marcus F. R. Iotapianus (meghalt 249-ben) trónbitorló volt a Római Birodalom keleti provinciáiban Philippus Arabs uralkodásának idején, nagyjából 249 körül. Iotapianus ismert néhány érmeleletből, és különféle szerzők munkáiból is: Aurelius Victor ( Caesares xxix.2), Zószimosz (i.20.2 és i.21.2) és Polemius Silvius (Laterculus).

## Élete
Iotapianus a közel-keleti őslakos arisztokrácia tagja volt. Névrokona Julia Iotapa királynőnek és lányának, Julia Iotapa hercegnőnek, ezért lehetséges, hogy királyi származású volt. Annak a családnak a tagja lehetett, amely behódolt a rómaiaknak Vespasianus császár idején, 72-ben.
Iotapianus I. Philippus uralkodásának vége felé Szíriában vezetett egy felkelést, az Orientis Priscus rektor, Philippus testvére által elrendelt adóemelés ellen. Lehetséges, hogy Philippus valamiféle figyelemben részesítette Arábiát a többi keleti tartománnyal szemben, mivel a helyi lakosság nehezen fogadta el a rómaiak uralmát. Iotapianus Antiochiát tette fővárosává, de a lázadás hamarosan már véget ért, és Iotapianust saját katonái ölték meg, valószínűleg Decius császár uralkodása alatt.
A régészek az idők folyamán találtak néhány érmét, melyeket Iotapianus veretett. Az összes antoninianus durva mintázatú, és mindegyikük rendelkezik egy VICTORIA AVG szövegű rövidítéssel, mely a felkelők győzelmét ünnepli Philippus császár csapatai felett. A történészek azt is feltételezik, hogy Iotapianus kiadott egy aureust is, melyek közül egy sem maradhatott fenn (legalábbis jelenleg egyetlen példányt sem ismerünk).
Neveinek, az MF RV-nek az egyetlen érmeforrása, amelyet Marcus Fulvius Rufus néven is kibővíthetünk. Sőt, stílusuk azt sugallja, hogy a lázadás rövid volt és egy kis területen terjedt el, mivel Iotapianus nem irányított nagyobb pénzverdét.